# Tikveš

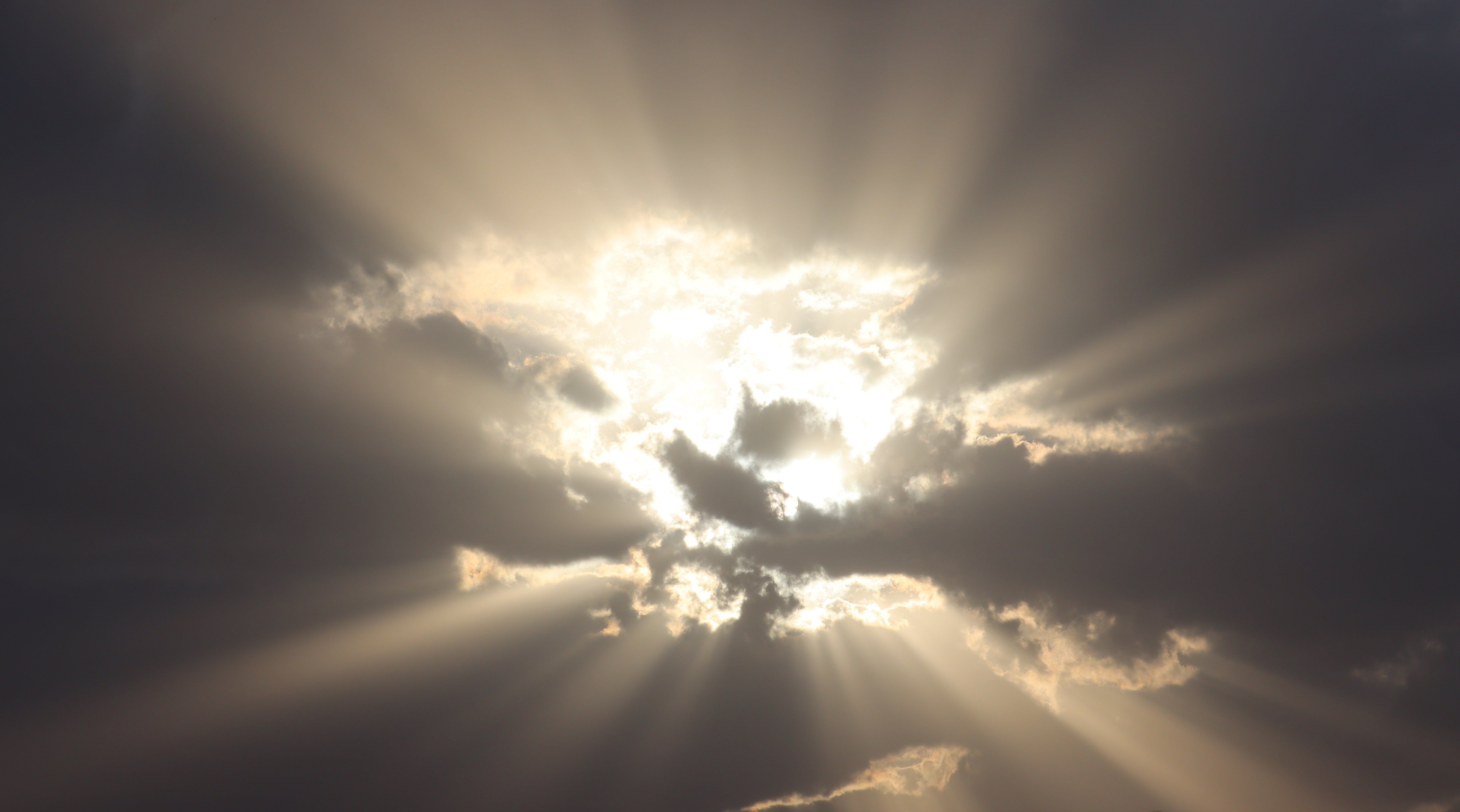
Rayon crépusculaire dans la région de Tikveš. Octobre 2023.

Le Tikveš (en macédonien : Тиквеш) est une plaine de la Macédoine du Nord, connue pour sa viticulture. Elle se trouve au sud du pays, à l'ouest du fleuve Vardar. La région est marquée par de nombreux vignobles, des petites villes comme Kavadarci et Negotino et le lac du Tikveš, le plus grand lac artificiel macédonien. Il est alimenté par la Crna, une rivière qui traverse la plaine avant de rejoindre le Vardar. 